# Valīlū
Valīlū (persiska: ولیلو) är en ort i Iran.   Den ligger i provinsen Östazarbaijan, i den nordvästra delen av landet, 500 km nordväst om huvudstaden Teheran. Valīlū ligger 1 725 meter över havet och antalet invånare är 399.
Terrängen runt Valīlū är kuperad norrut, men söderut är den platt. Terrängen runt Valīlū sluttar söderut. Runt Valīlū är det ganska glesbefolkat, med 35 invånare per kvadratkilometer. Närmaste större samhälle är Sheykh Rajab, 18,5 km söder om Valīlū. Trakten runt Valīlū består i huvudsak av gräsmarker.